# Calibre (film)
Pour les articles homonymes, voir Calibre.
Pour plus de détails, voir Fiche technique et Distribution.
Calibre est un thriller britannique écrit et réalisé par Matt Palmer, sorti en 2018.

## Synopsis
Deux jeunes hommes, amis de longue date, Marcus (chasseur expérimenté) et Vaughn (novice), partent pour un week-end de chasse au cerf dans les Highlands, en Écosse. Ils prennent des chambres dans l'hôtel d'un village isolé. Le lendemain d'une soirée au pub en compagnie de villageois (dont certains se montrent accueillants et d'autres inamicaux), ils partent en forêt chasser le cerf. Marcus prête l'un de ses fusils à Vaughn. Lorsqu'ils repèrent une biche, Marcus invite Vaughn à tirer. Celui-ci vise soigneusement la tête de l'animal mais, pris par le trac, il hésite longuement. Au moment-même où il fait enfin feu la biche bouge soudain la tête, et dans la lunette de son fusil Vaughn n'a que le temps de voir son coup de feu atteindre en pleine tête un jeune garçon qui se trouvait plus loin en arrière-plan. Marcus, qui observait la biche avec des jumelles, voit la scène. Les deux chasseurs courent vers l'enfant dont ils ne peuvent que constater le décès. Sous le choc, Vaughn est effondré à terre lorsque le père de l'enfant surgit à son tour. Découvrant le drame, le père ramasse au sol le fusil de Vaughn, prostré, et le pointe vers lui. Marcus, qui était resté en retrait, fait feu sur le père qui s'écroule à son tour, mortellement touché. Dépassés par les évènements, les deux chasseurs sont totalement désemparés. Mais Marcus se ressaisit et décide d'adopter une stratégie qui évitera d'attirer les soupçons: il faudra revenir enterrer les corps à la nuit tombée parce qu'il pense préférable de rentrer d'abord au village afin de se constituer un alibi en étant vus par les habitants. Ensuite il faut finir le séjour comme prévu. En effet Marcus ne veut pas s'enfuir: ils ont réservé pour trois jours à l'hôtel et un départ précipité ne manquerait pas de faire d'eux des suspects quand la population se sera alarmée de la disparition de l'homme et du garçon, et a fortiori si les corps sont retrouvés. Ils se contentent donc de dissimuler les corps dans des fourrés en attendant la nuit. Rentrés au village ils s'efforcent avec difficulté de faire comme si de rien n'était, mais ils sont choqués et Vaughn a le plus grand mal à dissimuler sa fébrilité... L'obscurité venue, de retour sur place avec une pelle et une lampe torche, ils creusent le sol pour ensevelir les deux corps. Marcus, en chasseur expérimenté, a l'idée de chercher dans un tronc d'arbre la balle qu'il a tirée sur le père de l'enfant et qui l'avait transpercé. Il la trouve enfin fichée dans un sapin, il l'extrait avec son couteau et la met dans sa poche, faisant disparaître ainsi une preuve de sa culpabilité. Mais alors qu'il soulève le corps de l'enfant pour l'enterrer, il se rend compte que la balle qui l'a tué n'est pas ressortie de son crâne. Craignant que si les corps étaient découverts une analyse balistique conduirait les enquêteurs à lui, il décide d'ouvrir la tête de l'enfant avec son couteau de chasse pour récupérer le projectile. Horrifié, Vaughn tente de s'y opposer, mais en vain (aucune scène "gore" n'est montrée). Les deux chasseurs finissent ensuite d'enterrer les corps et retournent au village. Là, Marcus et Vaughn tentent tant bien que mal de garder une attitude la plus naturelle possible. Mais le soir, alors qu'une fête de village rassemble toute la population, l'absence du petit garçon et de son père partis pour une promenade en forêt depuis le matin inquiète leur famille, et les hommes décident d'organiser une battue. Ils sollicitent l'aide de Marcus et Vaughn. Ne pouvant se dérober, ceux-ci suivent les recherches avec les hommes accompagnés d'un chien qui retrouve la piste des disparus et mène le groupe sur le lieu du drame. Les hommes commencent à creuser à l'endroit marqué par le chien. Restés légèrement en arrière, Marcus et Vaughn se savent perdus. L'horreur est découverte... Acculés, Marcus et Vaughn s'enfuient, et une course-poursuite s'engage...

## Fiche technique
Sauf indication contraire, les informations mentionnées dans cette section peuvent être confirmées par la base de données cinématographiques IMDb,  présente dans la section « Liens externes ».
- Titre original : Calibre
- Réalisation et scénario : Matt Palmer
- Direction artistique : Miren Marañón
- Décors : Jonathan Gowing
- Costumes : Elle Wilson
- Photographie : Márk Györi
- Montage : Chris Wyatt
- Musique : Anne Nikitin
- Production : Alastair Clark et Anna Griffin
- Sociétés de production : Wellington Films ; Creative Scotland, Creative England, Tip-Top Productions et Pont Neuf Productions (coproductions)
- Société de distribution : Netflix
- Pays d’origine :  Royaume-Uni
- Langue originale : anglais
- Genre : thriller
- Durée : 101 minutes
- Dates de sortie :
  - Royaume-Uni : 22 juin 2018 (Festival international du film d'Édimbourg) ; 21 octobre 2018 (sortie limitée)
  - Mondial : 29 juin 2018 (Netflix)

## Distribution
- Jack Lowden : Vaughn
- Martin McCann : Marcus
- Tony Curran : Logan McClay
- Ian Pirie : Brian McClay
- Kate Bracken : Iona
- Kitty Lovett : Kara
- Cal MacAninch : Al McClay
- Cameron Jack : Frank McClay
- Donald McLeary : Grant McClay

## Production
Le tournage débute en novembre 2016, neuf ans après le lancement du projet,.

## Accueil

### Festival et sorties
Calibre est sélectionné et projeté le 22 juin 2018 au Festival international du film d'Édimbourg au Royaume-Uni, avant sa sortie limitée le 21 octobre 2018. Netflix le diffuse mondialement dès le 29 juin 2018.

## Distinctions
Récompense
- Festival international du film d'Édimbourg 2018 : Meilleur film britannique

Nominations
- British Independent Film Awards 2018 :
  - Douglas Hickox Award pour Matt Palmer
  - Meilleur scénario pour Matt Palmer
  - Meilleure production du film pour Anna Griffin
- British Academy Scotland Awards 2018[3] : en cours
  - Meilleure réalisation pour Matt Palmer
  - Meilleur acteur pour Tony Curran
  - Meilleur acteur pour Jack Lowden
  - Meilleur acteur pour Martin McCann
  - Meilleur scénario pour Matt Palmer